# ZAM-2

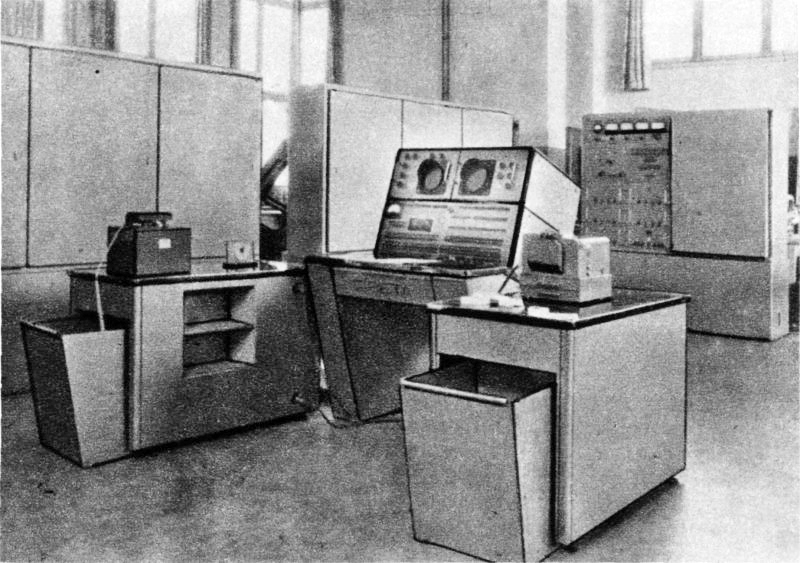
Компьютер ZAM-2: пульт управления, слева от него — устройства чтения и записи с перфолент, внизу — центральный процессор

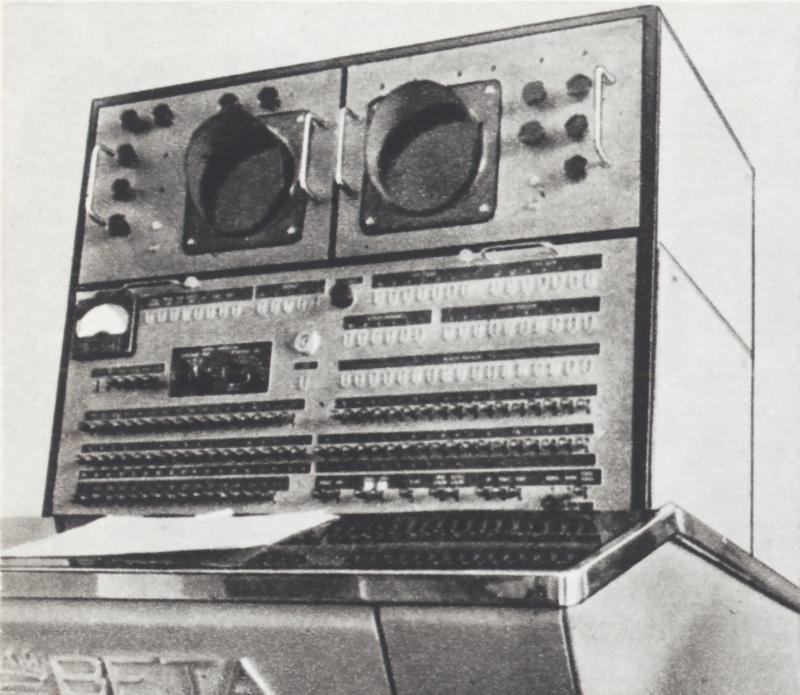
Среда рабочего стола ZAM-2

ZAM-2 — польский компьютер первого поколения на электронных лампах, версия компьютера XYZ для массового производства. Разработанный в первую очередь для вычислений, ZAM-2 также применялся для обработки данных страховой компании Warta, а в ГДР он использовался наравне с аналитическими машинами. Всего выпущено 12 экземпляров в вариантах «Альфа», «Бета» и «Гамма». В 1964 году разработчикам компьютера ZAM-2 была присуждена Государственная премия II степени.

## Изменения по сравнению с XYZ
- Добавлен индексный регистр и полный список команд
- Ртутная память заменена магнитострикционной
- Объём памяти на магнитном барабане удвоен
- Вместо телефонной централи используются закрытые шкафы
- В версии «Гамма» замена реле матричного коммутатора в магнитных барабанах на транзисторные элементы

## Технические характеристики

### Система счисления и кодовые слова
- Семейство: ZAM
- Одноадресный динамический последовательный компьютер с системным контролем
- Двоичная система исчисления, форма записи — прямой код[2]
  - 18-битовые целые числа
  - 36-разрядные дробные числа
  - 18-битовое командное слово, содержащее поля:
    - 1 бит: модификатор команды (изменение длины операнта)
    - 5 бит: код приказа
    - 12 бит: адрес

  - 32 арифметические, логические и управленческие команды длиной по 18 бит каждая; отсутствуют команды операций с плавающей точкой (список в описании макроассемблера SAS)
- Скорость: 1000 операций сложения/сек., 300 операций умножения/сек.

### Память
- Внутренняя магнитострикционная память на линиях задержки
  - 512 слов (по 36 бит)
  - Среднее время доступа: 0,4 мс
- Внешняя память на магнитных барабанах
  - Около 600 тыс. битов (128 шин по 128 36-битных слов)
  - Среднее время доступа: 40 мс (для релейных головок), 20 мс (для транзисторных головок)

### Внутренние устройства
- Телетайп, скорость 7 символов/сек.
- Фотоэлектрическое пятиканальное устройство чтения с ленты, скорость 300 символов/сек.
- Пятиканальное устройство записи на ленту, скорость 30 символов/сек.
- Считыватель перфокарт ELLIOTT-B 42 (в варианте для ГДР заменён на репродуктор карт)[3]

### Регистры
- Регистры арифмометра
  - 36-битовый регистр на магнитострикционных линиях задержки
    - Аккумулятор: 36 битов плюс дополнительный бит
    - Умножитель: 36 битов

  - Промежуточный регистр
  - Однобитовые регистры
    - Дополнительный бит аккумулятора
    - Знаковый бит аккумулятора
    - Знаковый бит умножителя
- Регистры системы управления
  - Счётчик команд
  - Реестр команд
  - Счётчик повторений для команд умножения, деления и сдвига
  - Бит модификации команд

### Технология
- Около 400 электронных ламп и германиевых точечных диодов
- Транзисторы в барабанной памяти
- Пакеты, установленные на текстолитовых плитках; пространственный монтаж и паяные соединения между клеммами
- Два шкафа размеров 2300 × 2000 × 400 мм (арифомметр, внутренняя память и устройство управления)
  - Столик оператора,
  - Барабанная магнитная память
  - Источник питания
- Питание: 3 фазы 380/220 В, 50 Гц 12,5 кВт
- Охлаждение: вентиляторы в шкафах и другом оборудовании; управляемый термостат в шкафу для внутренней памяти для поддержки постоянной температуры; кондиционер самому компьютеру не требуется

## Языки программирования
- SAS — макроассемблер
- SAKO — язык высокого уровня (автокод), «польский FORTRAN»

## Производство
- «Альфа»: два экземпляра, 1960—1961 годы. Ртутная память, после завершения работ над экземплярами заменена на магнитострикционную. Использовались в офицерской школе связи в Зегже[пол.] и Бюро проектов химической промышленности в Гливице.
- «Бета»: два экземпляра, 1961—1962 годы. Магнитострикционная память.
- «Гамма»: восемь экземпляров, 1962—1965 годы. Два экземпляра переданы ГДР. В магнитной барабанной памяти использованы транзисторы.

## Применение
Ежегодное использование компьютера в вычислительном центре ETOPROJEKT:
| Использование            | Время         | %    |
| ------------------------ | ------------- | ---- |
| Эффективное время работы | 2631 ч 5 мин  | 69,8 |
| Технические осмотры      | 495 ч 30 мин  | 13,0 |
| Аварийные простои        | 656 ч 19 мин  | 17,2 |
| Итого                    | 3782 ч 55 мин | 100  |

- Наибольшее время безаварийной работы: 140 ч
- Наибольшее время аварии: 30 ч
- Наиболее частые неполадки: работа устройств ввода-вывода, но легко устранялись.
- Наиболее серьёзные ошибки: ошибки оперативной памяти
- Надёжность улучшилась благодаря кондиционированию воздуха